# Caesar Rodney

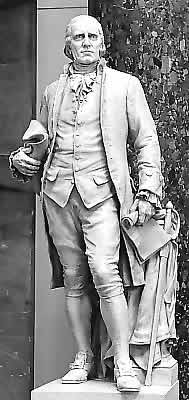
Standbeeld van Caear Rodney in het Capitool in Washington D.C..

Caesar Rodney was een Amerikaanse politicus en advocaat uit de staat Delaware die een grote rol speelde in de Amerikaanse revolutie en was een van de ondertekenaars van de Amerikaanse Onafhankelijkheidsverklaring. Daarvoor was hij leider van de Delawaremilitie tijdens de Franse en Indiaanse Oorlog.
Van 1774 tot 1776 vertegenwoordigde hij samen met Thomas McKean en George Read de staat Delaware in het Continental Congress te Philadelphia (de voorloper van het Amerikaans Congres).
Rodney is wellicht het meest bekend door zijn rit naar Philadelphia in de nacht van 1 op 2 juli 1776. Hij was in de hoofdstad Dover toen hij hoorde dat McKean en Read het niet eens konden worden over de vraag of Delaware zich samen met de andere dertien koloniën onafhankelijk zou verklaren. Aangezien er per staat gestemd werd zou Rodney's stem doorslaggevend zijn. Rodney reed te paard de hele nacht door en kwam op tijd aan om de impasse te doorbreken waardoor Delaware zich alsnog achter de Onafhankelijkheidsverklaring schaarde. De verklaring werd aangenomen met twaalf koloniën voor en één onthouding (New York zou later alsnog instemmen).
Van 1777 tot 1778 was hij gouverneur van Delaware.
Caesar Rodney werd tijdens zijn leven geplaagd door astma en in latere jaren had hij kanker in zijn gezicht waardoor hij verminkt was. Deze kanker zou hem fataal worden.
- Gemeinsame Normdatei: 122254260
- International Standard Name Identifier: 0000 0000 2887 6777
- Library of Congress Control Number: n85141058
- Nationale Bibliotheek van Israël: 987007274068905171
- SNAC: w68m8262
- Biographical Directory of the United States Congress: R000376
- Virtual International Authority File: 40255894
- WorldCat: E39PBJgRXbPvDK7J34F8qkBtrq